# Franz Kruckenberg

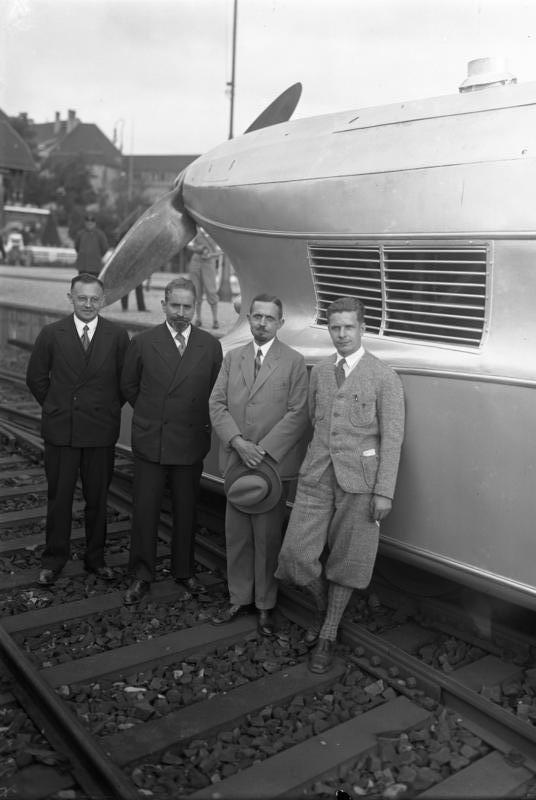
Franz Kruckenberg (2. zleva) před kolejovým zeppelínem

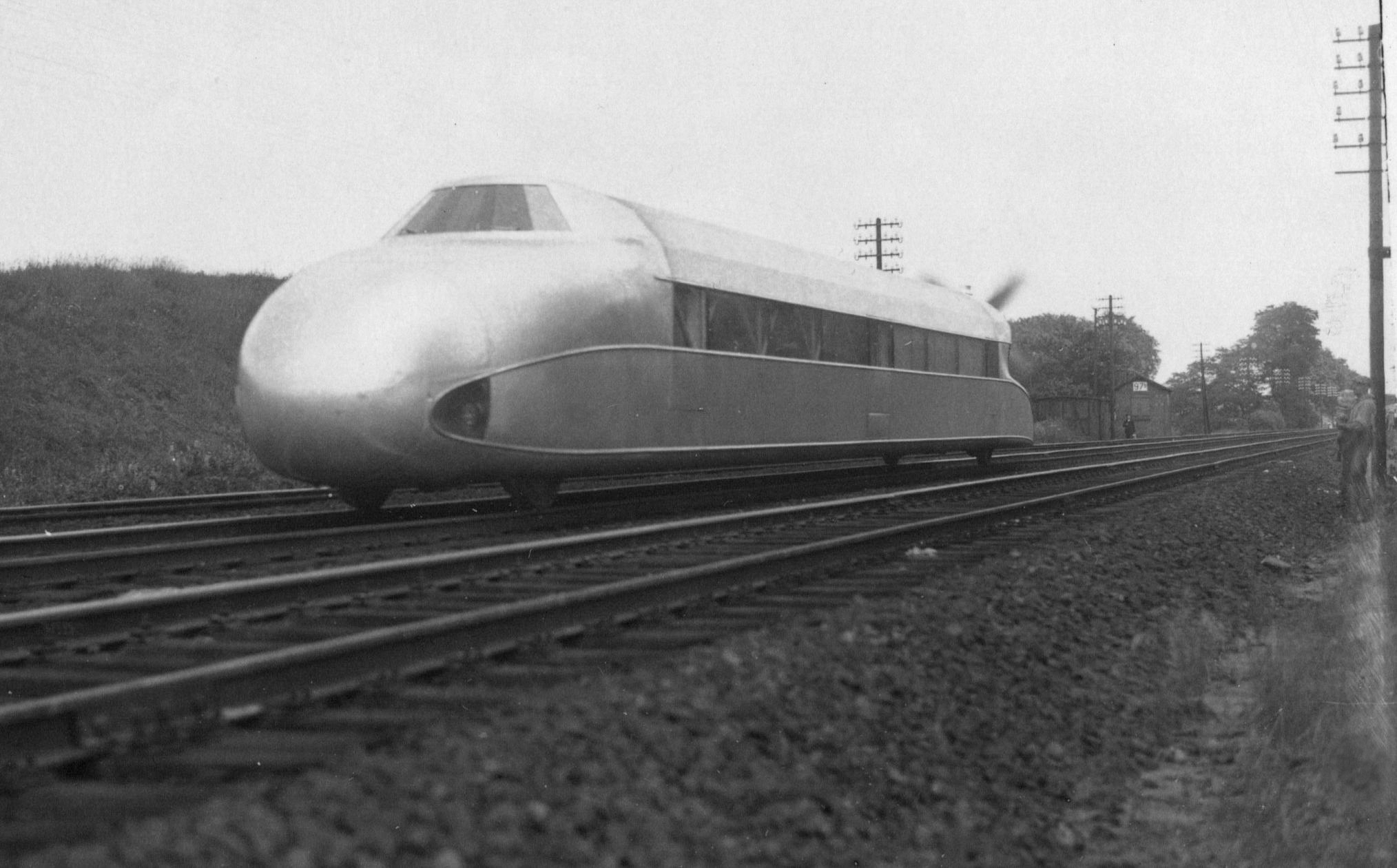
Schienenzeppelin

Franz Friedrich Kruckenberg (21. srpna 1882, Uetersen – 19. června 1965, Heidelberg) byl německý strojní inženýr a železniční konstruktér. Byl průkopníkem rychlé železniční dopravy, jeho nejznámější konstrukcí byl Schienenzeppelin, který v roce 1931 dosáhl rekordní rychlosti 230 km/h.

## Život
Franz Kruckenberg pocházel ze staré obchodnické rodiny z Hamburku. Jako diplomovaný inženýr v oboru stavby lodí konstruoval v období před první světovou válkou bojová letadla a vzducholodě. Už v této době kritizoval vzducholodě. Důvodem bylo jejich plnění explozivním vodíkem. U letadel těžších než vzduch byly zase pro civilní využití příliš velké náklady na palivo a provoz.
Po válce si Franz Kruckenberg otevřel konstrukční kancelář v Heidelbergu. Nejprve navrhl projekt visuté dráhy – monorailu, ten však pro nedostatek kapitálu nedovedl ani do stadia prototypu. Později společně s Hermannem Föttingerem založil Flugbahn-Gesellschaft mbH pro stavbu „Schienenzeppelinu“ – vozu s vrtulovým pohonem. První testovací jízdy se uskutečnily 25. září 1930 na trati Braunschweig-Paderborn mezi Kreiensen a Altenbeken.
21. června 1931, po mnoha zkušebních jízdách, se jím zkonstruovaný vůz předvedl na první jízdě na trati mezi obcemi Ludwigslust a Wittenberge. Dvounápravový aerodynamický vůz lehké konstrukce poháněný vrtulí dosáhl při této jízdě železničního světového rekordu 230,2 km/h. Tento rekord byl překonán až po více než dvaceti letech (1954). Vozidlo bylo na svou dobu revoluční, jeho koncept – aerodynamický tvar a lehkou konstrukci využívají vysokorychlostní vlaky až do současnosti (ICE, Acela, TGV). Hlavním problémem však byl vrtulový pohon vytvářející hluk a proud vzduchu. Kruckenberg přestavěl „Schienenzeppelin“ na hydrodynamický přenos výkonu. Takto rekonstruovaný vůz s motorem o výkonu 441 kW dosahoval maximální rychlosti 180 km/h.
Další Kruckenbergovou konstrukcí byla prototypová motorová jednotka SVT 137 155. Pohonná jednotka byla ukryta v mohutném aerodynamickém čele. Přenos výkonu byl opět hydrodynamický, jako přenosové médium byla použita voda. Při zkušební jízdě 23. června 1939 dosáhla jednotka na trati Hamburk–Berlín rychlosti 215 km/h. Po druhé světové válce navázala na tento typ Kruckenbergova konstrukční kancelář při vývoji jednotek řady DB VT 10.5 („Senator“ a „Komet“). Kruckenbergovy konstrukce byly inspirací i pro motorovou jednotku DB VT 11.5 známou z nasazení do západoevropské sítě expresních dálkových vlaků Trans Europ Express (TEE) a pro východoněmeckou VT 18.16 známou v Československu především z nasazení na mezinárodní vlaky Vindobona, Karlex a Karola.